# The Faders
The Faders fue una banda femenina británica de pop rock formada en enero de 2004 por Polydor Records. Inicialmente la banda estaba conformada por Toy Valentine (bajista/teclista) y Cherisse Osei (baterista), fueron las dos primeras integrantes en ser clasificadas en la primera audición. Su vocalista y guitarrista, Molly Lorenne, más tarde se introdujo a la banda, gracias a un amigo mutuo, completando así la alineación original de la banda.

## Carrera
Después de firmar con Polydor Records, la banda lanzó su primer sencillo, "No Sleep Tonight", que alcanzó el puesto #13 en el UK Singles Chart, en marzo de 2005. Su segundo sencillo, "Jump", salió pocos meses después y alcanzó el puesto #21. En abril de 2006, semanas antes del lanzamiento del que iba a ser su tercer sencillo "Look at Me Now", la banda rompió lazos con Polydor. La banda se burló de este hecho mediante el uso de playeras con consignas impresas diciendo "Polygone" en un estilo imitando el logo de Polydor. Después de que varias integrantes de la banda no quisieran firmar otro contrato de grabación, la noticia de la división de la banda apareció publicada en su página de MySpace, listas de correo y el foro oficial, el 6 de julio de 2006.

### Presentaciones en vivo
La banda tocó en el Telecom Jersey - Summer Tour Sizzler, en Jersey, Reino Unido, el 9 de julio de 2005. También en cuatro actuaciones más en el 100 Club en Londres, Inglaterra y diversas fiestas de verano en los parques. Apoyaron a la ganadora de American Idol, Kelly Clarkson, en el World Tour de la cantante realizado en el 2006 en R.U. También realizaron un concierto en Southampton Common el 5 de junio de 2005.

### Canciones utilizadas en otros medios
"No sleep Tonight" apareció en:
- "Blast from the Past", episodio 5 de la 2.ª temporada de Veronica Mars, junto con "Whatever It Takes". Las fusiones en sí mismas aparecen en el episodio, cuando aparecen bailando Homecoming en la Neptune High School. "No Sleep Tonight" también aparece en la banda sonora de dicha serie.
- Temporada 2, episodio 8 de Grey's Anatomy.
- La banda sonora de la serie de televisión británica Sugar Rush.
- Comerciales de televisión en los Estados Unidos para el teléfono móvil Cingular ROKR con iTunes.
- Comerciales de televisión en los Estados Unidos para los productos VO5, estilo extremo de pelo.
- Comerciales de TV en el Reino Unido para la compañía Vodafone "Stop The Clock".
- Para los juguetes Happy Meals de McDonalds en todo el mundo en el 2006.
- En la secuencia de los créditos de apertura de She's The Man.
- Una escena de fútbol y en la banda sonora de The Sisterhood of The Traveling Pants.
- La canción también es utilizada para el tráiler de Bratz The Movie.
- También en la escena en la que Ben va a la casa de Ana en la película My Super Ex-Girlfriend (Versión de Molly McQueen).
- El episodio piloto de la serie Greek, del canal ABC Family.
- El documental de TV, "Chelsea: The Inside Story", sobre un equipo de fútbol de Londres.

"Jump" y "Whatever It Takes" fueron usadas en:
- Los Sims 2: Nightlife, regrabada en Simlish, el lenguaje único creado por Maxis para el juego. Las canciones se titulan "Bunge" y "Wanebo da Way".

"Whatever it Takes" y "No Sleep Tonight" fueron usados en:
- Temporada 2, capítulo 5 de Veronica Mars.

## Integrantes
- Molly Lorenne (nacida Molly Decima Ure, 7 de marzo de 1987) - voz principal y guitarra.
- Toy Valentina (nacida el 4 de julio de 1985) - bajo, guitarra, teclados, coros, compositora.
- Cherisse Osei (nacida Cherrise Amma Loren Ofosu-Osei, 23 de diciembre de 1986) - batería y coros.

### Posterior a la ruptura de The Faders
Las tres integrantes tienen actualmente nuevos proyectos relacionados con la música. Toy Valentine ha iniciado un nuevo proyecto musical, Molly Lorenne firmó con EMI posterior a la ruptura de Polydor Records, y que está llevando a cabo bajo el nombre de "Molly McQueen". Relanzó "No Sleep Tonight", que apareció en la banda sonora de la película de 2006, My Super Ex-Girlfriend. Cherisse Osei se unió a la banda sueca Calaisa, pero ahora toca la batería para Mika.

## Discografía

### Álbumes de estudio
- Plug In + Play (2005)

### Sencillos
- "No Sleep Tonight" (2005) UK #13
- "Jump" (2005) UK #21
- "Look At Me Now" (2006) − originalmente fue programada para su estreno para el 17 de abril de 2006, pero fue cancelada debido a la división de la banda.